# Liancalus glaucus
Liancalus glaucus är en tvåvingeart som beskrevs av Becker 1908. Liancalus glaucus ingår i släktet Liancalus och familjen styltflugor.
Artens utbredningsområde är Madeira. Inga underarter finns listade i Catalogue of Life.